# RaCCo組
RaCCo組（らっこぐみ、漢字表記:裸っ子組）は、3人のAV女優による日本のアイドルグループ。

## 概要
当時、人気AV女優であった冴島奈緒・斉藤唯・葉山みどりの3人により結成されたアイドルグループで、1988年9月21日にシングル『レモンのキッス』でクラウンレコードからデビュー。
デビュー間もなく病気を理由に冴島奈緒が脱退し、新たに星川ミグが加入。翌年の1月にはアルバム『RaCCo Party』を発売。
その後、葉山みどりが交通事故による長期療養のため脱退。森村あすかが代わりに加入し、シングル『WATASHI半人前』を発売。
デビュー時は大きな話題となったが、セールス的には大きな成果は得られず、日毎に話題性も乏しくなり、グループは自然消滅となった。

## メンバー
- 冴島奈緒（さえじま なお）…デビュー後まもなく脱退
- 斉藤唯（さいとう ゆい）
- 葉山みどり（はやま みどり）…アルバム発売後に脱退
- 星川ミグ（ほしかわ みぐ）…冴島奈緒に代わり加入
- 森村あすか（もりむら あすか）…葉山みどりに代わり加入

## ディスコグラフィー

### シングル
1. レモンのキッス （1988年9月21日発売、クラウンレコード）
  1. レモンのキッス　…ナンシー・シナトラのカバー
  2. わたしの彼は左きき　…麻丘めぐみのカバー

1. WATASHI半人前 （1989年5月21日発売、クラウンレコード）
  1. WATASHI半人前　…ドレミファンのカバー
  2. 一秒ごとLoneliness

### アルバム
1. RaCCo Party （1989年1月21日発売、クラウンレコード）
  1. Just Fit!
  2. 逢いたいわ
  3. レモンのキッス
  4. My First Story
  5. 約束
  6. 愛100%

## ビデオ
1. Tri Angel （1988年11月25日発売、ピラミッドビデオ）
2. Ocean　Maids　（1989年、クラウンレコード）